# Calanthe rajana
Calanthe rajana är en orkidéart som beskrevs av Johannes Jacobus Smith. Calanthe rajana ingår i släktet Calanthe och familjen orkidéer. Inga underarter finns listade i Catalogue of Life.